# Reinsdyrflya
La Reinsdyrflya (littéralement en français péninsule des rennes) est une péninsule de la Terre de Haakon VII au Spitzberg dans le Svalbard.

## Géographie

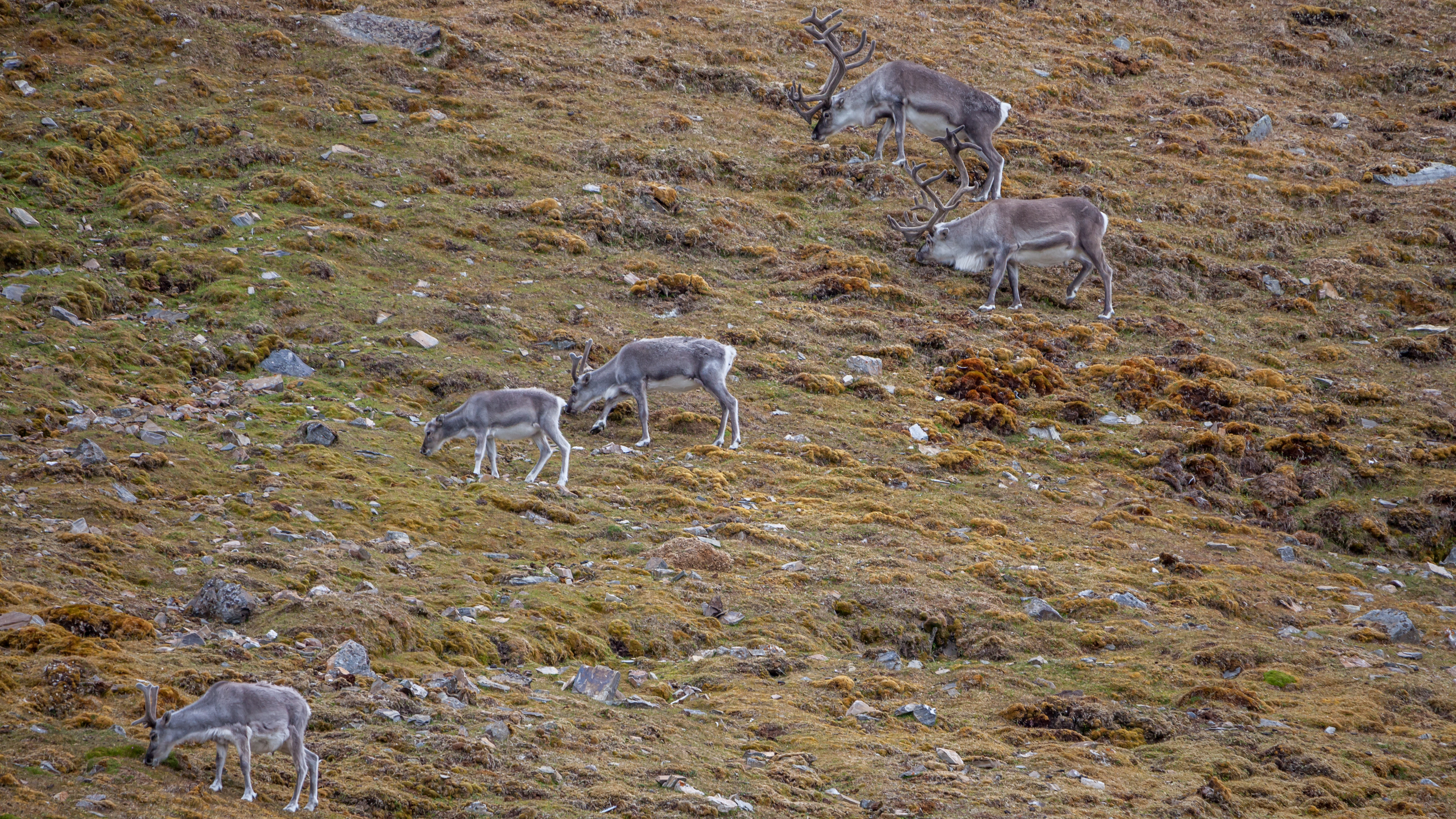
Rennes dans la toundra de Reinsdyrflya

Elle délimite le côté ouest de la partie extérieure du Woodfjorden et le côté nord de la partie extérieure du Liefdefjorden.

## Histoire
La zone fait partie du Parc national de Nordvest-Spitsbergen. Elle a été cartographiée lors de l'expédition norvégienne en mer du Nord de 1876 à 1878, à laquelle le professeur Georg Sars a participé. Il y a un cimetière hollandais ancien et très visité à Gravneset (no), qui date de l'époque de la chasse à la baleine au 17e siècle. Près de 20 000 personnes visitent ce monument culturel chaque année, et il est exposé à beaucoup d'usure. La région porte le nom du géologue norvégien Adolf Hoel (1879-1964).